# Індійський захист
Індійський захист — шаховий дебют, який розпочинається ходами: 
1. d2-d4 Kg8-f6

 2. c2-c4 d7-d6. 

Належить до закритих дебютів.
У цьому дебюті чорні або не поспішають ставити чорнопольного слона на g7, або й взагалі планують розмістити його на полі e7 після ходу пішака e7-e5.

## Варіанти
- 3. Kb1-c3 e7-e5
  - 3. Kg1-f3 Cc8-f5 — варіант Яновського.
    - 3. …Cc8-g4
    - 3. …Kb8-d7 4. Kb1-c3 c7-c6 5. e2-e4 e7-e5 6. Cf1-e2 Cf8-e7 7. 0-0 — основна лінія.
      - 4. …е7-е5 5. g2-g3 Cf8-e7 6. Cf1-g2 0-0 7. 0-0

## Книги
- Капенгут А. З. Индийская защита. — Минск : Полымя, 1984. — 301 с : ил.